# Sternenweg
Sternenweg ist ein Synonym für den Pilgerweg nach Santiago de Compostela (Jakobsweg).

## Entstehung
Die Sterne der Milchstraße stellen nach mittelalterlichen Vorstellungen den Weg der Seelen dar. Ihr Licht ist dabei der Kompass, der den Weg zum Paradies zeigt, das man früher am Ende der Erde vermutete.
Auf einem Dachrelief des Aachener Karlsschreins von 1215 wird dargestellt, wie Jakobus der Ältere Karl dem Großen im Traum den Sternenweg zeigt und ihm prophezeit, dass er einen Feldzug nach Galicien unternehmen werde. Diese Darstellung bezieht sich auf die legendäre „Historia Karoli Magni et Rotholandi“, auch bekannt als Pseudo-Turpin:

„Du hast am Himmel die Sternenstraße gesehen
 
und das bedeutet, 

dass du an der Spitze eines mächtigen Heeres 
 
nach Galicien ziehen wirst, 
 
und dass gleich dir 
 
alle Völker dorthin pilgern werden, 
 
bis zum Ende der Zeiten. 
 
Ich werde an deiner Seite stehen 
 
und als Belohnung für alle deine Mühen 
 
von Gott das Paradies für dich erwirken.
  
Dein Name wird im Gedächtnis der Völker 
 
nicht ausgelöscht werden, 
 
so lange die Welt besteht.“

Aufgrund der inhaltlichen Bezüge hat die Deutsche St. Jakobus-Gesellschaft ihrer seit 1988 erscheinenden Mitglieds-Zeitschrift den Namen Sternenweg gegeben.